# Afterhours

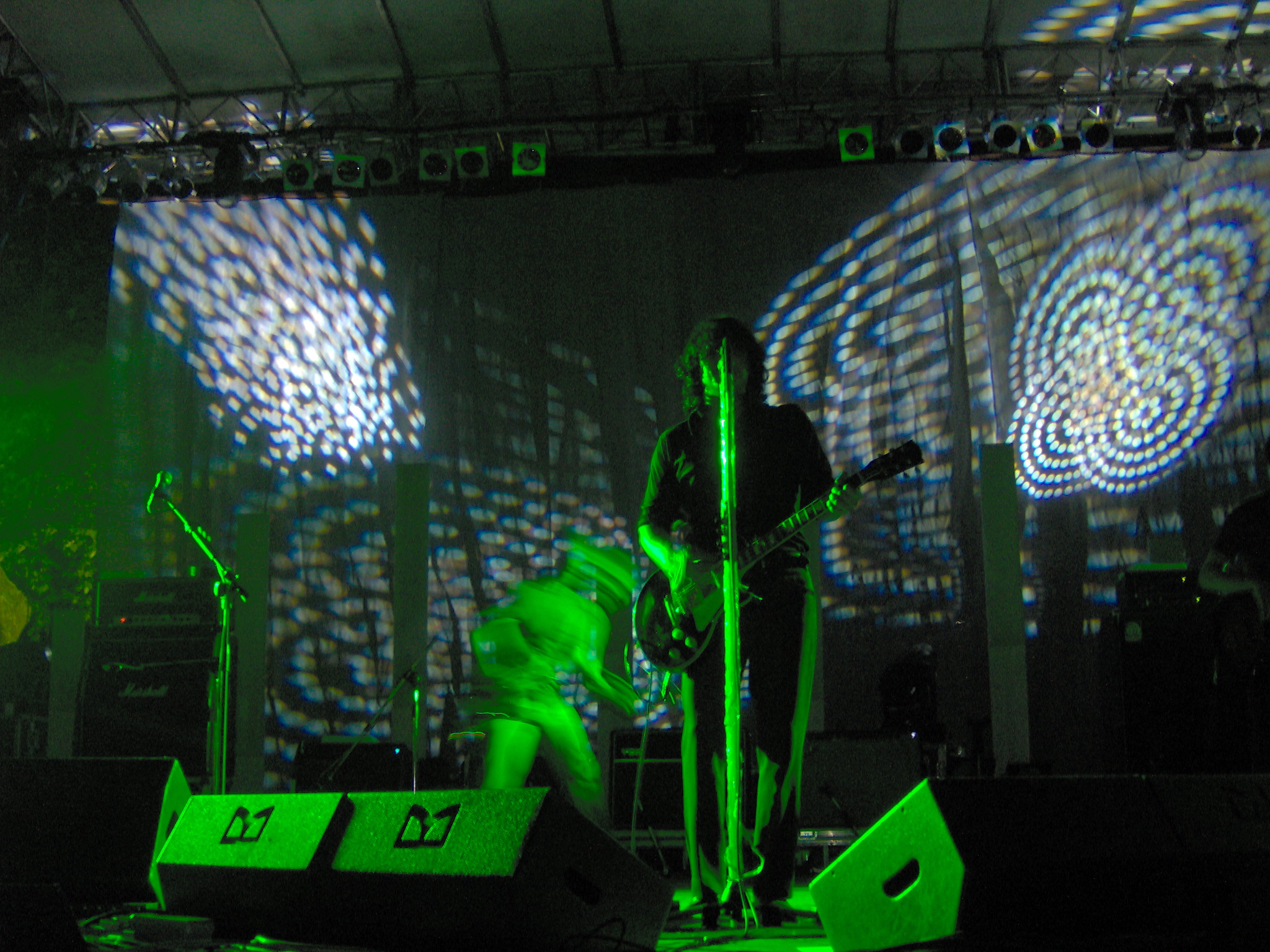
Afterhours en vivo.

Afterhours es una banda italiana de rock alternativo formada en Milán en la segunda mitad de los años 1980. El nombre de la banda es un tributo a la canción de Velvet Underground del mismo nombre. La banda fue formada en 1985 en Milán por el músico Manuel Agnelli, un fanático de Velvet Underground. Debutó en 1987 con el sencillo "My bit boy", seguido un año después por el EP All Good Children Go to Hell. La banda ha lanzado dos álbumes y dos EP en inglés. Desde Germi (1995), el grupo cambió al idioma italiano, a excepción de Ballads for Little Hyenas, producido por Greg Dulli, quien también tocó con el grupo en una gira de 2006 por los Estados Unidos.

## Discografía
- 1990 - During Christine's Sleep (Vox Pop)
- 1993 - Pop Kills Your Soul (Vox Pop)
- 1995 - Germi (Vox Pop)
- 1997 - Hai paura del buio? (Mescal)
- 1999 - Non è per sempre (Mescal)
- 2002 - Quello che non c'è (Mescal)
- 2005 - Ballate per piccole iene (Mescal)
- 2006 - Ballads for Little Hyenas (Mescal)
- 2008 - I milanesi ammazzano il sabato (Universal)
- 2012 - Padania (Germi/Artist First)
- 2016 - Folfiri o Folfox (Germi/Universal)